# Gouvernement d'Anethan
 (février 2025).
Si vous disposez d'ouvrages ou d'articles de référence ou si vous connaissez des sites web de qualité traitant du thème abordé ici, merci de compléter l'article en donnant les références utiles à sa vérifiabilité et en les liant à la section « Notes et références ».
Royaume de Belgique
Frère-Orban I Malou I
Le gouvernement d'Anethan est un gouvernement catholique qui gouverna la Belgique du 18 juin 1870 jusqu'au 1er décembre 1871. Le chef du gouvernement, Jules d'Anethan était également ministre des Affaires étrangères.

## Composition
| Ministère                        | Nom                          | Parti               |
| -------------------------------- | ---------------------------- | ------------------- |
| Ministre des Affaires étrangères | Jules d'Anethan              | Catholique          |
| Ministre de l'Intérieur          | Joseph Kervyn de Lettenhove  | Catholique          |
| Ministre de la Justice           | Prosper Cornesse             | Catholique          |
| Ministre des Finances            | Pierre Tack                  | Catholique          |
| Ministre des Travaux publics     | Philippe Marie Victor Jacobs | Catholique          |
| Ministre de la Guerre            | Henri Guillaume              | Extra-parlementaire |